# Fort (vesting)

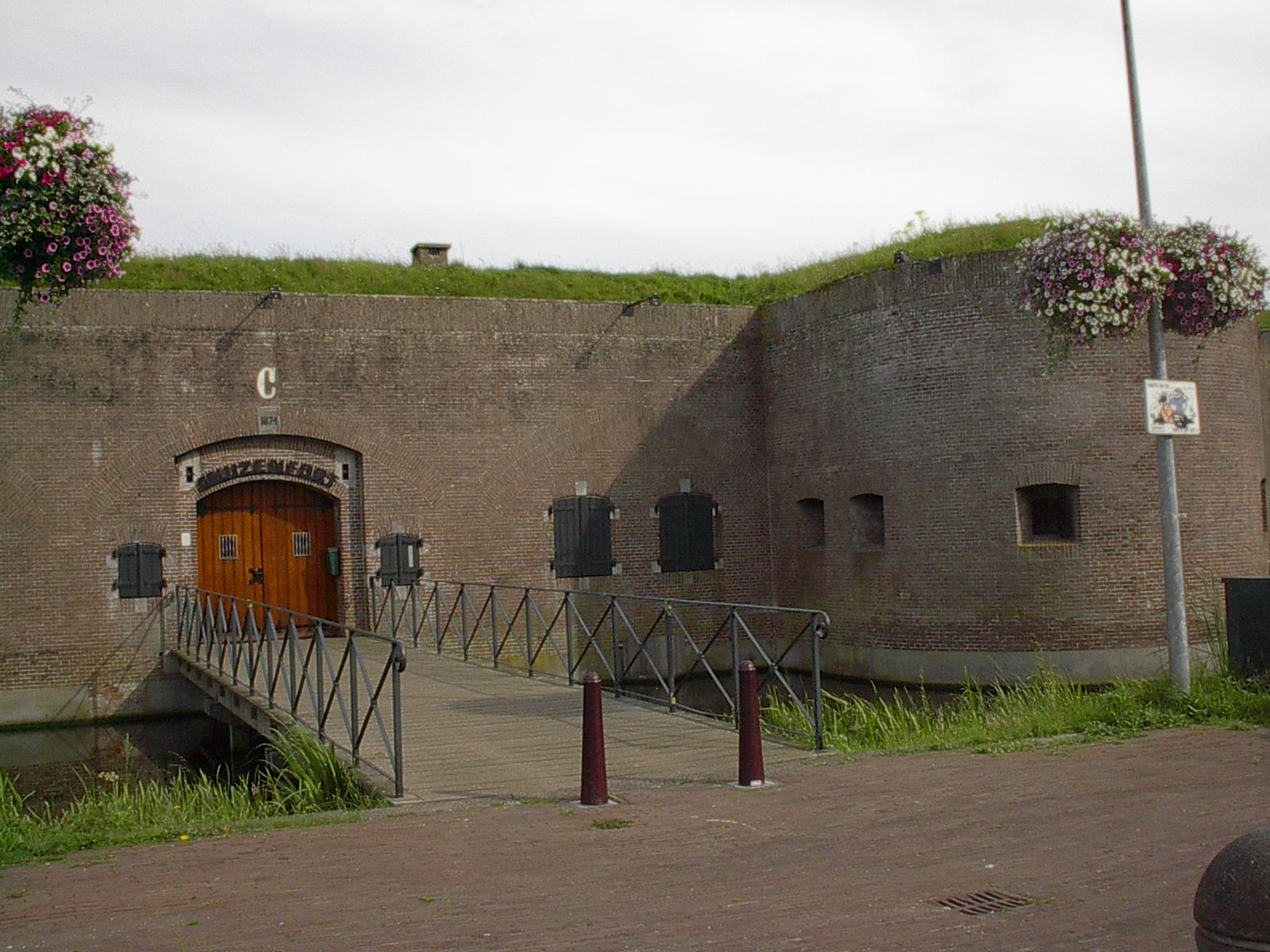
Het Muizenfort bij Muiden

Een fort is een militair gebouw of kampement dat is ingericht om een eenheid militairen te herbergen en dat geëigend is zich te verdedigen tegen vijandelijke aanvallen. Een sperfort is een bijzonder soort fort.

## Situering
Een fort is gewoonlijk voorzien van een combinatie van muren, palissades, wallen, grachten en torens. Het is per definitie een zelfstandig, gesloten, aan alle kanten verdedigbaar militair bouwwerk. Een fort kan ook bestaan uit meerdere met elkaar verbonden versterkingen zoals bunkers of kazematten. Een voorbeeld daarvan is het Fort Eben-Emael, dat opgebouwd is uit 17 onderling verbonden versterkingen. In een fort verbleven slechts militairen, geen burgerbevolking. Indien dit wel zo was, spreekt men van een vesting.
Forten kunnen ook ringvormig rondom een stad worden aangelegd. Voorbeelden daarvan zijn de Stelling van Amsterdam, de Stelling van Antwerpen en de Forten rond Luik. Men spreekt in dat geval van een fortengordel.
Het woord fort komt van het Latijnse woord fortis (sterk). Het woord fortificatie is een afleiding van fort.
Er zijn verschillende soorten fortificaties zoals vestingen, stellingen en schansen.
Naar analogie noemt men een trireem, een oorlogsschip uit de Oudheid, een drijvend fort.

## Bekende forten en schansen in Nederland
- Stelling van Amsterdam (bevat 42 forten)
- Stelling Den Helder
- Bourtange
- Nieuweschans
- Fort Pannerden
- Fort bij Rhijnauwen (onderdeel van de Nieuwe Hollandse Waterlinie)
- Fort bij Vechten (onderdeel van de Nieuwe Hollandse Waterlinie)
- Fort Honswijk (onderdeel van de Nieuwe Hollandse Waterlinie)
- Zwartendijksterschans
- Wierickerschans
- Fort Rammekens
- Fort Sint Pieter

## Bekende forten in België
- Stelling van Antwerpen
- Forten rond Luik
- Forten rond Namen
- Fort van Breendonk
- Fort Eben-Emael
- Fort Napoleon Oostende

## Militair erfgoed
Heel wat oude forten en versterkte vestingen hebben een grote historische waarde, onder andere door hun rol bij het bepalen van grenzen tussen streken en landen. Sedert 2014 loopt in Europa het project “Herover de Vestingsteden” (Recapture the Fortress Cities, RFC), mede gefinancierd door het Europees Fonds voor Regionale Ontwikkeling. In België gaat het om enkele forten uit de Stelling van Antwerpen.